# Буряк Григорій Григорович
Григо́рій Григо́рович Буря́к — старшина Збройних сил України.

## Життєпис
Народився у с. Торговиця.
Закінчив 9 класів місцевої школи, навчався у ПТУ № 30, опанувавши професію механізатора.
Проходив строкову службу в повітряно-десантних військах.
Займався власною справою.
У березні 2014 року мобілізували до лав Збройних Сил і направили до навчального центру м. Миколаєва.
У складі аеромобільних військ був у самих гарячих точках: Сніжне, Дебальцеве, Должанськ, Волноваха, Зеленопілля. Охорона дороги на Должанськ.
Під час чергового мінометного обстрілу отримав тяжке поранення в ногу. Лікувався в шпиталях м. Мелітополь та Києва, була довга реабілітація.
Одружений. Має доньку Сніжану.
Захоплюється риболовлею, полюванням, мотоциклами.

## Нагороди
26 липня 2014 року — за особисту мужність і героїзм, виявлені у захисті державного суверенітету та територіальної цілісності України, вірність військовій присязі під час російсько-української війни, відзначений — нагороджений орденом «За мужність» III ступеня.